# Iujno-Sakhalinsk
Iujno-Sakhalinsk ou Yuzhno-Sakhalinsk (em russo:  Ю́жно-Сахали́нск, em japonês: 豊原 Toyohara, ユジノサハリンスク Yujinosaharinsuku) é uma cidade da Rússia, localizada na ilha Sacalina e é o centro administrativo do Oblast de Sacalina, o qual inclui toda a ilha Sacalina e as ilhas Curilas. A cidade foi denominada formalmente Vladimirovka entre 1882-1905, e depois Toyohara (豊原) entre 1905-1946.  População: 175.085 (Censo russo de 2002)

## História

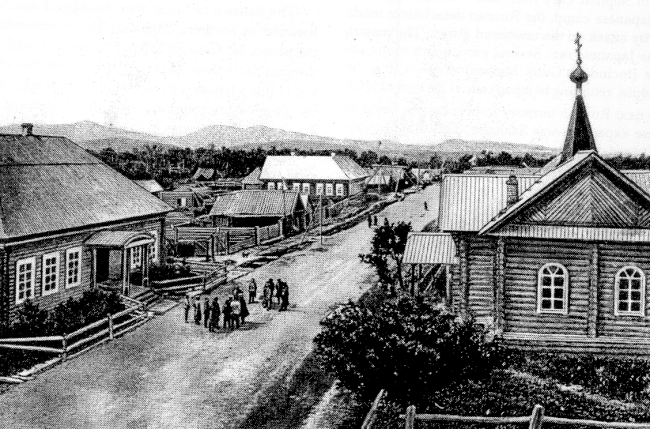
Nos tempos de Vladimirovka

A cidade começou sua história como um pequeno assentamento de russos chamado Vladimirovka, fundado em 1882. O Tratado de Portsmouth, de 1905, que definiu o final da Guerra Russo-Japonesa de 1904–1905, garantiu o sul da ilha Sacalina para o Japão. Vladimirovka foi rebatizada como Toyohara (que significa Vale da Fertilidade) e era a capital da prefeitura japonesa de Karafuto.
Antes do final da II Guerra Mundial, a parte japonesa da ilha Sacalina foi invadida pelas forças armadas da União Soviética. A cidade foi novamente transferida para as mãos dos russos e recebeu seu nome atual, Iujno-Sakhalinsk, ou apenas Iujno, como dizem seus moradores. O nome da cidade significa Cidade do Sul da Sacalina, em língua russa.

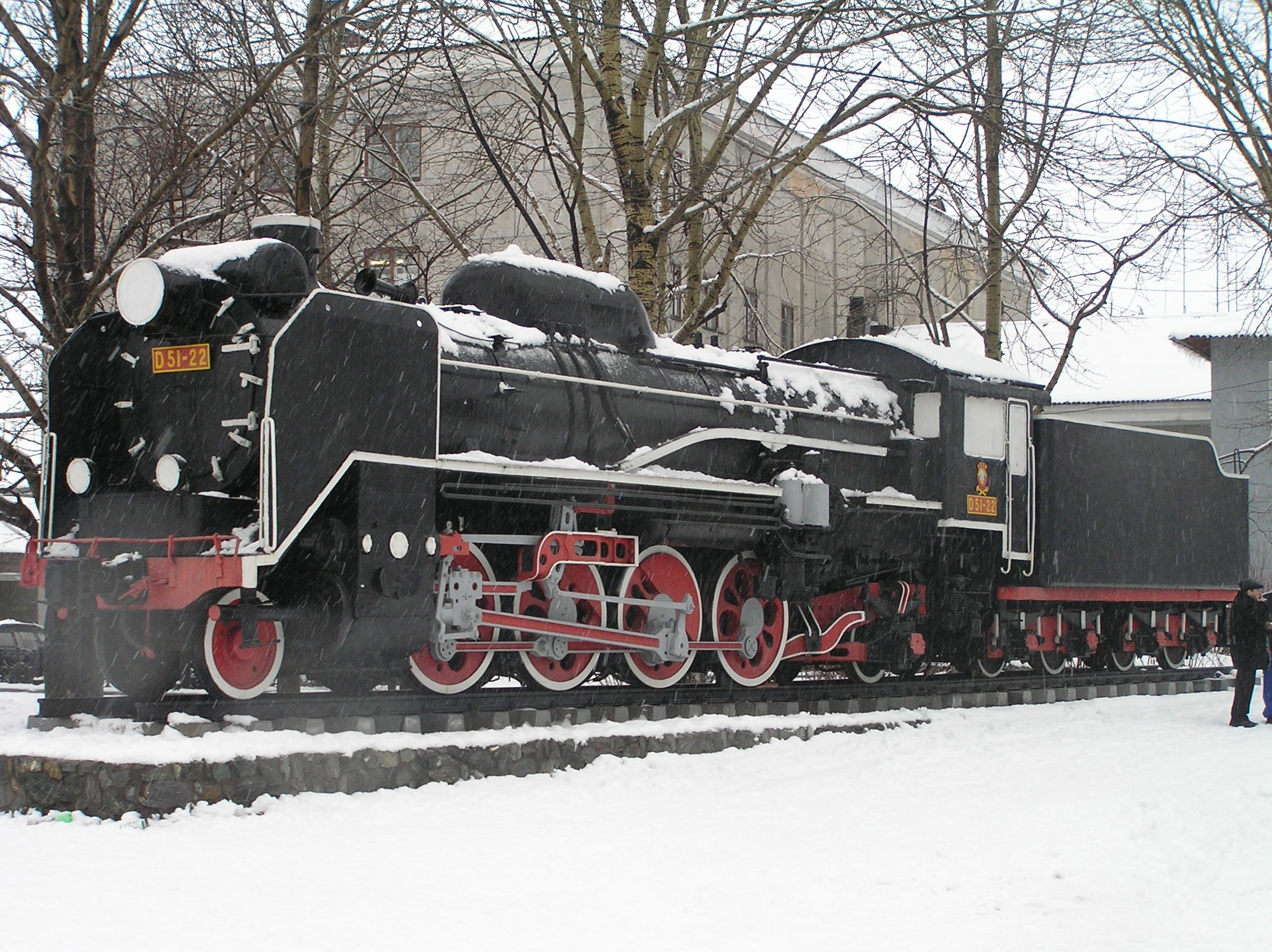
A locomotiva a vapor japonesa D51 está em exibição na estação de trens de Iujno

## Economia e infraestrutura
Devido ao significativo investimento de empresas de petróleo, como a ExxonMobil e a Shell, Iujno-Sakhalinsk passou por expressivo crescimento econômico. Embora o crescimento tenha ocorrido na parte norte da ilha Sacalina, estas empresas mantém seus escritórios centrais e complexos residenciais em Iujno. A demanda por recursos naturais por japoneses, chineses e sul-coreanos garante a prosperidade continua no futuro próximo da cidade e do Oblast como um todo.

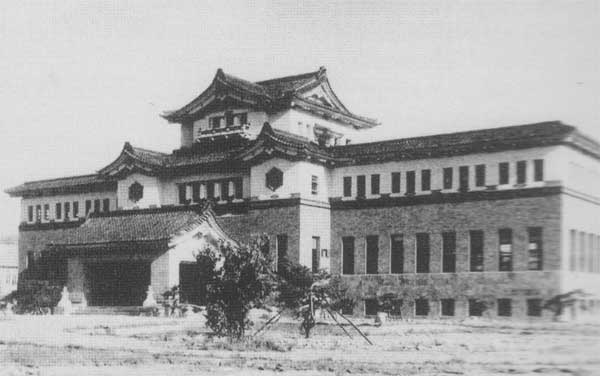
Museu de Iujno-Sakhalinsk no tempo da ocupação japonesa

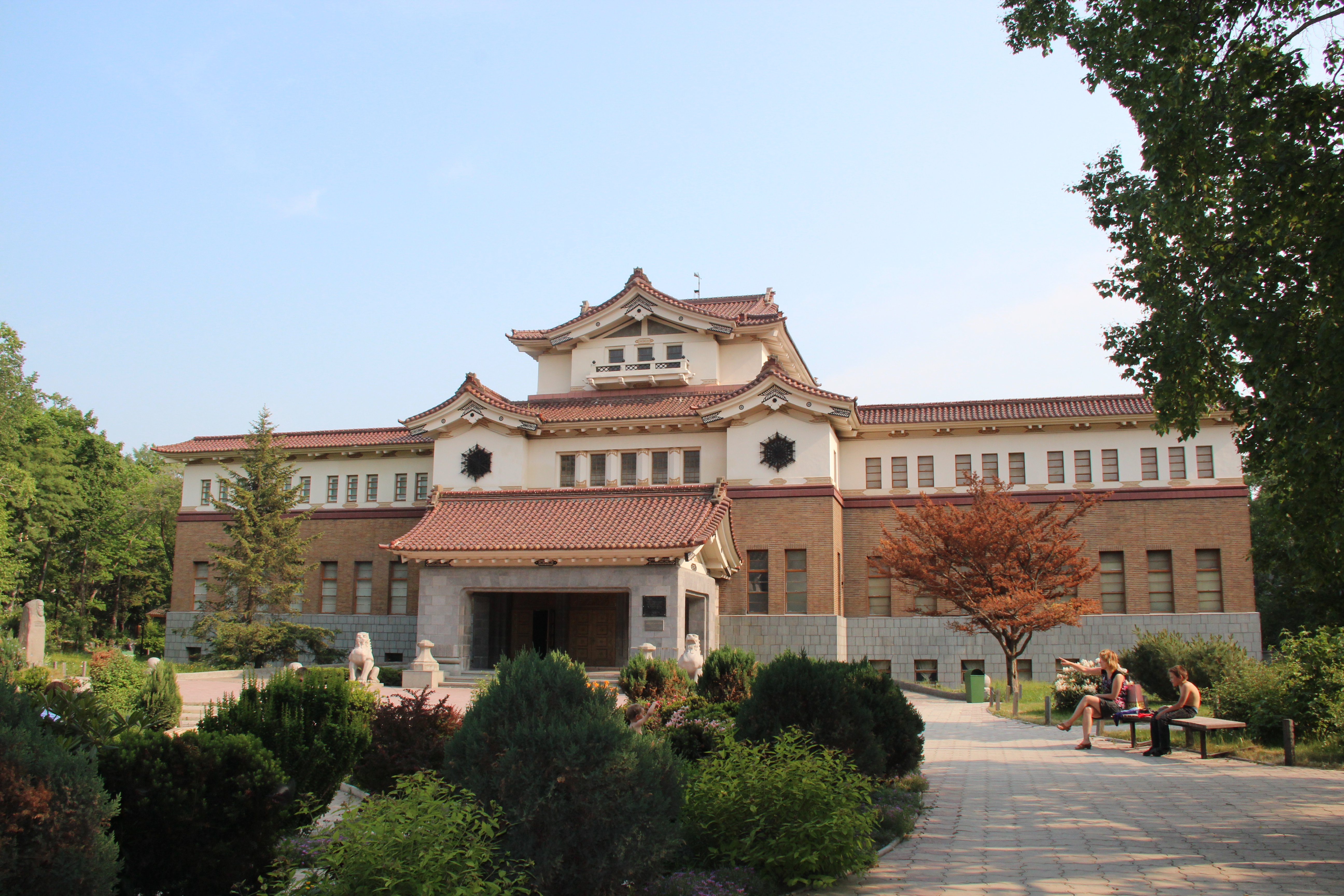
Museu de Iujno-Sakhalinsk em 2012

Muito poucos edifícios do tempo da ocupação japonesa permanecem em pé, dentre eles está o que abriga o Museu de Iujno-Sakhalinsk.

### Transportes
A cidade é servida pelo Aeroporto de Iujno-Sakhalinsk, e é também o hub ferroviário da ilha Sacalina, acessando todos os ramais da malha de estradas de ferro, construída no início do século XX pelos japoneses.

### Educação
Instituições de ensino superior na cidade incluem a Universidade Estatal da Sacalina e o Instituto Iujno-Sakhalinsk de Economia, Direito e Informática, além de sucursais de diversas outras instituições de ensino sediadas em outras partes da Rússia.

## Geografia e clima
A cidade está localizada às margens do rio Susuya (também chamado rio Preto), nas coordenadas 46° 58′ N, 142° 44′ L. É a mais populosa cidade da ilha Sacalina e de todo o Oblast, sendo a única com mais de 100 mil habitantes. A distância em linha reta até Moscou é de 10.417 km.
Devido a restrições estabelecidas, estrangeiros que queiram sair de Iujno-Sakhalinsk para viajar para qualquer outra parte do Oblast de Sacalina ou de suas águas interiores e territoriais precisam de permissão do FSB (Serviço Federal de Segurança da Federação Russa) e da Guarda de Fronteira da Rússia.  Mergulhos e recreação na zona costeira só são permitidos em locais pré-determinados pela Guarda de Fronteira.
O clima é continental úmido, com classificação de Köppen Dfb, com verão ameno e inverno muito frio. A precipitação anual é muito maior que na Rússia continental e os verões são bem mais frescos do que em cidades como Khabarovsk ou Irkutsk. Há nevoeiro com freqüência no verão, o que contribui para a redução da quantidade de horas com sol.

## Demografia
A maioria dos moradores é de etnia russa, mas com uma expressiva minoria de coreanos. Dos 43.000 sacalino-coreanos, estima-se que metade mora em Iujno, chegando a 12% da população da cidade. Há também minorias nativas na cidade, como os Ainus, os Nivkhs e os Oroks.

## Cidades irmãs
- Yanji, China.
- Ansan, Coreia do Sul.
- Sokcho, Coreia do Sul.
- Asahikawa, Japão.
- Hakodate, Japão.
- Wakkanai, Japão.

## Esporte
A cidade de Iujno-Sakhalinsk é a sede do Estádio Spartak e do FC Sakhalin Yuzhno-Sakhalinsk, que participa do Campeonato Russo de Futebol. Até 1992 outro clube, o FC Portovik-Energiya Kholmsk usava o nome "Sakhalin" e era mandante nesta cidade; após 1992, mudou-se para Kholmsk. Outro clube foi o FC Avtomobilist Yuzhno-Sakhalinsk..